# Björneborgs läns infanteriregemente
Björneborgs läns infanteriregemente, även bara Björneborgs regemente, var ett infanteriförband inom svenska armén som verkade i olika former åren 1626–1809. Förbandet var från 1694 indelt och rekryterade i huvudsak sitt manskap från Satakunda, Finland.

## Historia

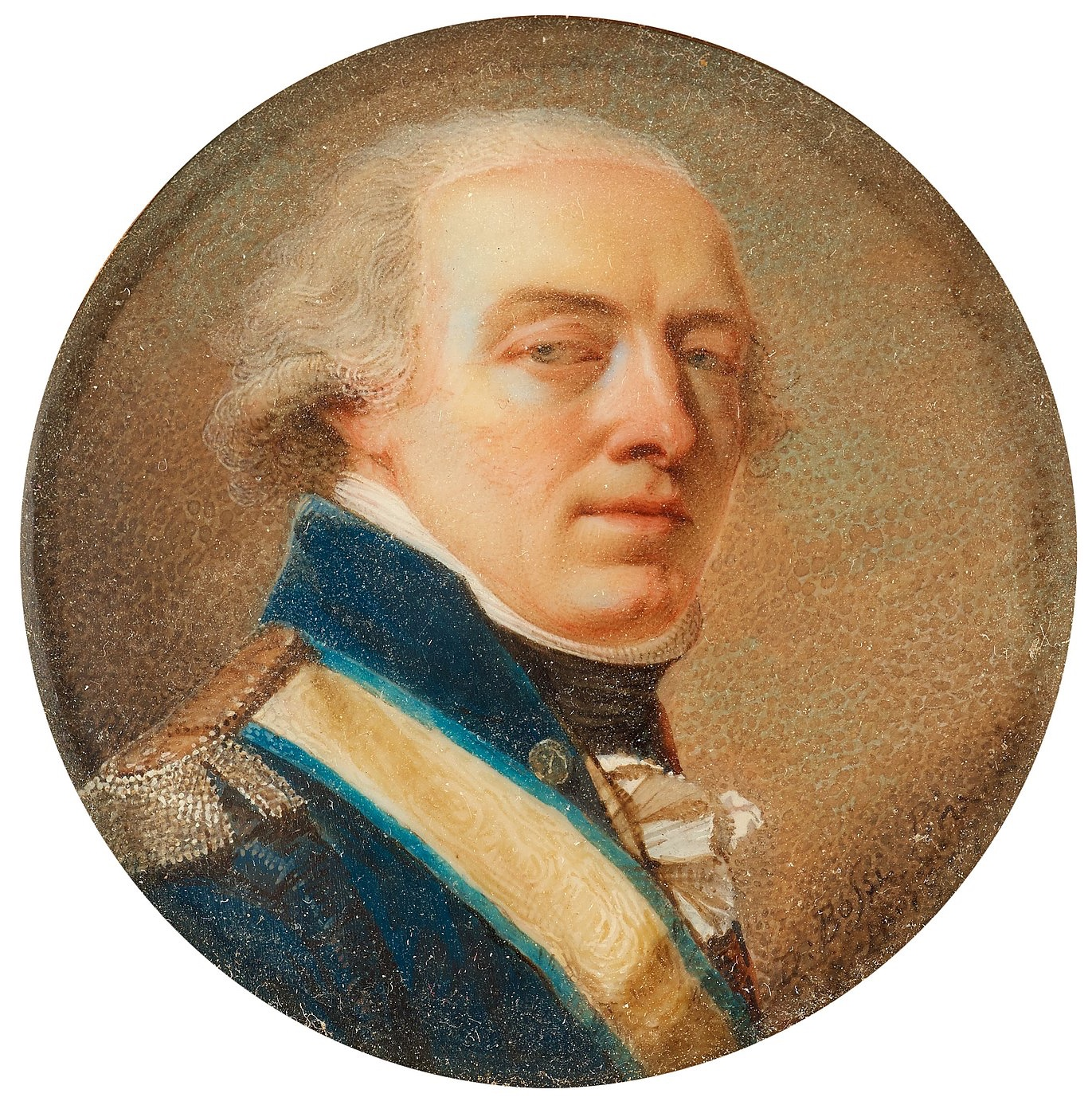
Johan Fredrik Aminoff iklädd regementets uniform m/1792, med Svärdsordens band över axeln. Miniatyr av Domenico Bossi.

Björneborgs läns infanteriregemente bildades 1626 av Gustav II Adolf. I 1634 års regeringsform fastställdes den svenska regementetsindelningen, där det angavs att armén skulle bestå av 28 regementen till häst och fot, med fördelningen av åtta till häst och 20 till fot. De indelta och roterande regementena namngavs efter län eller landskap, medan de värvade regementena uppkallades efter sin chef. Regeringsformen angav Björneborgs läns infanteriregemente som det sjätte i ordningen. Dock blev det ett nummer som aldrig användes, annat än för att ange regementets plats, enligt den då gällande rangordning.
Regementet deltog under Sveriges stormaktstid i krigen på den europeiska kontinenten (bland annat i trettioåriga kriget och slaget vid Leipzig 1642). Regementet, under befäl av överste Johan Pleitner, deltog i Karl X Gustavs polska krig. Med 11 kompanier på cirka 650 man marscherade regementet in i Livland från Finland 1655 och deltog i striderna där. Senare samma år överfördes 6 kompanier till Preussen och gick med Gustaf Otto Stenbocks armé. 1657 stationerades regementet i Preussen och blev kvar där till 1660. Sedan dess sista rester råkat i krigsfångenskap genom kapitulationen vid Perevolotjna efter nederlaget vid Slaget vid Poltava 1709, var det fullständigt nyuppsatt med om striderna i Finland under stora ofreden. Regementet utplånades nästan helt i slaget vid Storkyro år 1714. Dess chef, överste Odert Reinhold von Essen d.ä. stupade också och hans livlösa kropp hittades senare av två officerare och fördes till Nykarleby för begravning. Det låg 1714-1718 i Sverige och deltog sedan i Carl Gustaf Armfeldts fälttåget till Trondheim, varifrån endast spillror återkom. År 1791 upplöstes Livdragonregementet, dess två bataljoner delades upp på Björneborgs läns infanteriregemente och Åbo läns infanteriregemente. Till Björneborgs läns infanteriregemente införlivades norra bataljonen, vilken kom att bilda regementets tredje lätta infanteribataljon. Regementets omfattade därefter 1.525 man, förutom 762 man vargering. Regementet var även med om frihetstidens och Gustav III:s krig, men vann sin egentliga ryktbarhet under finska kriget 1808–1809. Då ingick det i den av Georg Carl von Döbeln ledda 2:a brigaden, Björneborgsbrigaden, av de svenska styrkorna vid slaget vid Jutas den 13 september 1808. Regementet kom senare att upplösas genom Hans Henrik Gripenbergs kapitulation till Ryssland i Kalix den 23 mars 1809.

## Ingående enheter
1. Livkompaniet
2. Överstelöjtnantens kompani
3. Majorens kompani
4. Kumo kompani
5. Euraåminne kompani
6. Kyro kompani
7. Vesilax kompani
8. Ruovesi kompani

## Heraldik och traditioner
Regementet återuppsattes 1881 och deltog 1918 i finska inbördeskriget i samband med Finlands självständighet. År 1957 omorganiserades förbandet till Björneborgs brigad. Namnet Björneborgs regemente lever dock kvar i brigadens traditions- och uppvisningsgrupp.

## Förbandschefer
Nedan anges regementscheferna åren 1626–1809. 

- 1626–1628: Arvid Jöransson Horn af Kanckas
- 1628–1630: Johan Lilliehöök
- 1630–1640: Reinhold Metstake
- 1640–1655: Axel Stålarm
- 1655–1661: Johan Pleitner [6]
- 1661–1674: Henrik Fleming
- 1674–1679: Wilhelm Bock
- 1679–1695: Christian von Steffken
- 1696–1697: Hans Isak Ridderhielm
- 1697–1698: Otto Wilhelm Löwen
- 1698–1702: Johan Lorentz Creutz
- 1702–1722: Berndt Otto Stackelberg (krigsfånge 1710–1722)
- 1710–1714: Odert Reinhold von Essen t.f.   †
- 1714–1719: Christoffer Conrad von Bildsten t.f.
- 1719–1720: Carl Gustaf von Bildsten t.f.
- 1720–1722: Nils Reinhold Wrangel t.f.
- 1722–1723: Christian Giertta
- 1723–1726: Carl Bildstein
- 1727–1733: Samuel Wallenstierna
- 1733–1741: Johan Wilhelm Lode
- 1741–1749: Henrik Johan von Knorring
- 1749–1758: Hans Henrik von Delwig
- 1758–1759: Thure Gustaf Rudbeck
- 1759–1759: Carl Johan Mörner
- 1760–1762: Johan Hastfer
- 1762–1763: Lorentz Johan Göös
- 1763–1769: Sven Cederström
- 1769–1773: Carl Constantin de Carnall
- 1773–1778: John Mackenzie af Macleod
- 1778–1780: Carl Gideon Sinclair
- 1780–1781: Hugo Hamilton
- 1781–1781: Baltzar Philip von Wulfrath
- 1781–1790: Sebastian von Otter
- 1790–1794: Johan Fredrik Aminoff
- 1794–1794: Georg Jonas von Wright
- 1794–1795: Vilhelm Mauritz Klingspor
- 1795–1798: Fabian Wrede
- 1798–1809: Johan Fredrik Aminoff

## Namn, beteckning och förläggningsort
| Björneborgs läns infanteriregemente | 1626-??-?? | – | 1709-07-01 |
| Björneborgs läns infanteriregemente | 1709-??-?? | – | 1809-03-23 |

| Sälkis, Mouhijärvi (C) | ???-??-??  | – | ???-??-??  |
| Björneborg (F)         | 1626-??-?? | – | 1709-??-?? |
| Björneborg (F)         | 1709-??-?? | – | 1809-03-23 |

## Galleri

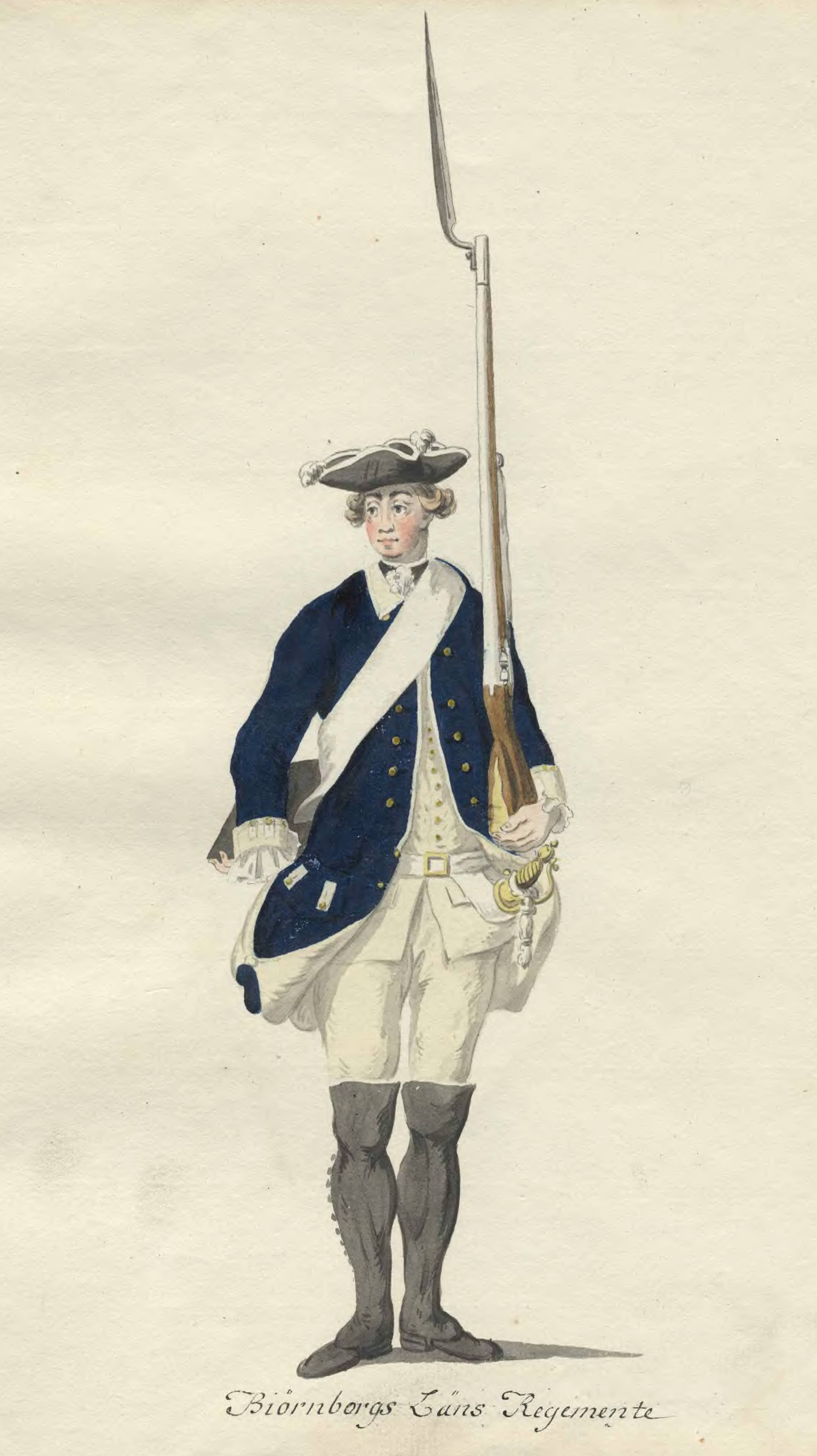
Regementets uniform m/1765.
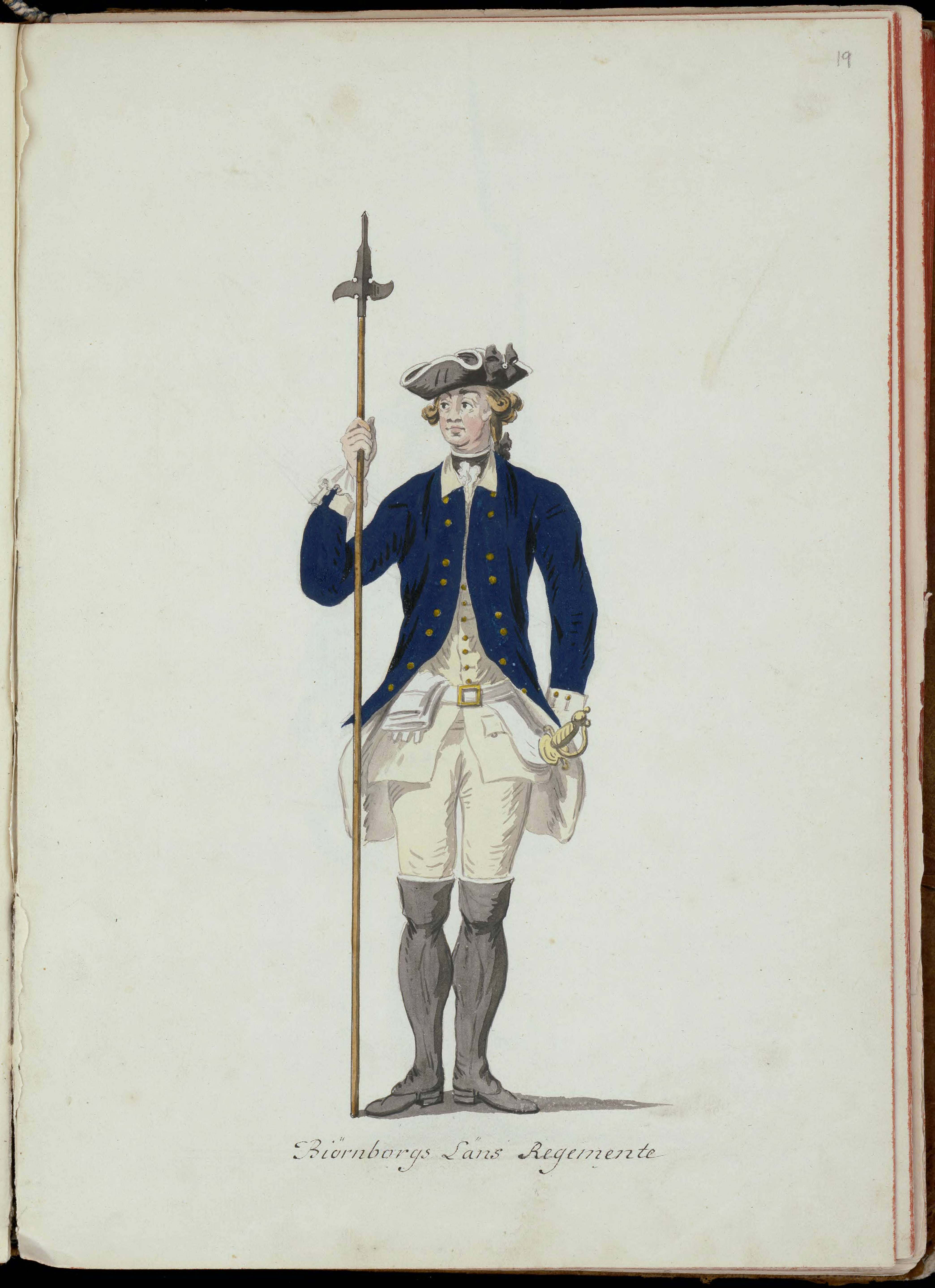
Regementets uniform m/1765.
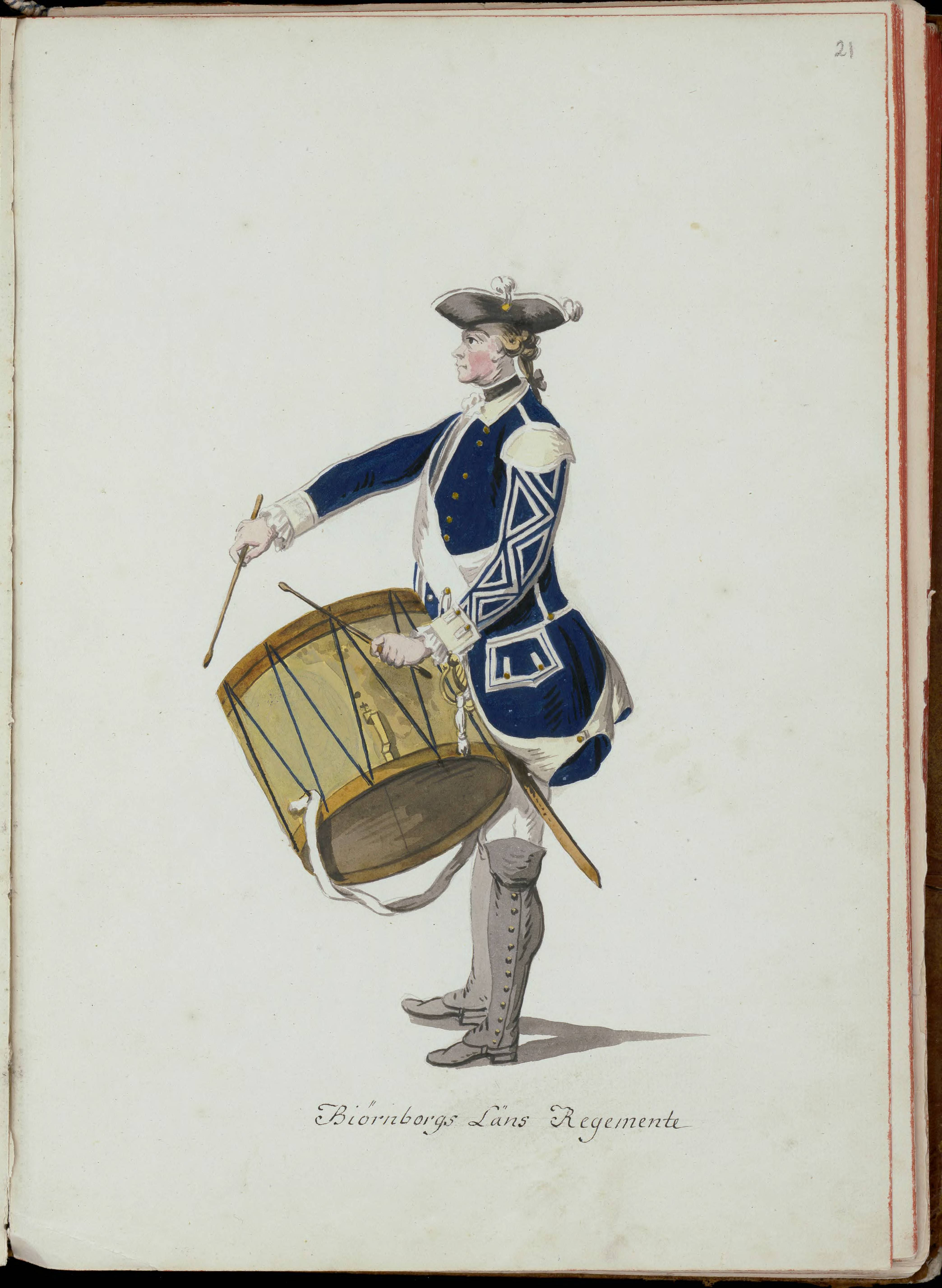
Regementets uniform m/1765.
Regementets uniform m/1779.